# Тајна замка Чимниз
Тајна замка Чимниз је детективски роман британске списатељице Агате Кристи први пут објављен у Великој Британији у издању издавачке куће "The Bodley Head" у јуну 1925. и у САД у издању издавачке куће "Dodd, Mead and Company" касније исте године. У роману се први пут појављују ликови надзорника Бетла и леди Ајлин „Бебице“ Брент . Британско издање се продавало по цени од седам шилинга и шест пенија, а издање у САД по цени од 2 долара.
На захтев Џорџа Ломакса, лорд Катерхам невољно пристаје да организује викенд пријем у свом дому, "Чимнизу". У кући се дешава убиство чиме почиње седмица брзих догађаја са полицијом међу гостима.
Роман је био добро прихваћен при првом објављивању, описан као више од загонетног убиства јер је у питању потрага за благом. Касније рецензије су откриле да је то прворазредна забава и један од најбољих списатељициних раних трилера. Најновија рецензија каже да роман захтева велико искључење неверице. Каснији рецензенти примећују да описи ликова користе терминологију времена у којима је написано и да би се деценијама касније могли сматрати родистичким.

## Радња
Када су се срели у Булавају, Ентони Кејд пристао је да преузме два посла за свог пријатеља Џејмса Мекграта. Ентони креће у Лондон да преда рукоппис сећања издавачу и да врати писма жени која их је написала. У Енглеској, политичар Џорџ Ломакс убеђује лорда Катерхама да приреди кућну забаву у вили "Чимниз". Позвани су Џорџова сестра од тетке Вирџинија Ревел и Хирам Фиш, сакупљач првих издања књига, заједно са главним учесницима политичког плана за обнову монархије у Херцословачкој – уз уверавање да ће новооткривеном нафтом тамо управљати британски синдикат.
Кејдове прве ноћи у Лондону, конобар краде писма из његове хотелске собе. Издавач шаље господина Холмса да преузме сећања. Написао их је покојни гроф Стилптич од Херцословачке. Сада када је нафта откривена, народ је у превирању између републиканаца и ројалиста. Кејд на савет ставља лажну пошиљку у хотелски трезор. Лопов доноси једно писмо Вирџинији Ревел у њен дом јер је њено име у потпису сваког писма. Не знајући да она није писала писма, он жели да је уцени. Из хира, она плаћа и обећава још новца следећег дана. Када је стигла кући следећег дана, она га затиче убијеног у својој кући, а Ентонија Кејда на вратима. Кејд организује да полиција открије тело негде другде како би избегао бруку и дозволио Вирџинији да настави до Чимниза.
Код Чимниза кнез Михаил, претпостављени наследник давно празног престола Херцословачке, убијен је у ноћи свог доласка. Кејд је исте вечери био у Чимнизу где је оставио отиске стопала напољу, али не и у затвореном. Храбро се представио надзорнику Бетлу, објашњавајући причу о сећањима и убеђујући Бетла у његову невиност у убиству. Пошто је видео да се мртви краљевић представљао као господин Холмс, Кејд следи сопствене замисли у проналажењу убице, док Бетл води главну истрагу. Следећи престолонаследник, Никола, Михаилов брат од стрица, скупљао је новац на основу својих очекивања у Америци. Кејд проверава гувернанту, недавног додатка у домаћинству и путује у Француску да разговара са њеним претходним послодавцем.
Француски лопов по имену Краљ Виктор украо је драгуљ Кох-и-нор из Лондонске куле и заменио га је копијом направљеном неколико година раније. Чимниз је једино место где се може сакрити иако га многе потраге нису пронашле. Краљ Виктор је пуштен из затвора у Француској неколико месеци раније, а Бетл очекује да ће тражити да га поврати. У ноћи када је Кејд био у Француској дошло је до провале у Чимнизу. Вирџинија Ревел чула је буку и видела како један или два мушкарца растављају стари оклоп. Она и Бил Еверсли не успевају да ухвате лопова. Следеће ноћи, њих троје чекају други покушај и хватају господина Лемоана од Суретеа који је на трагу краља Виктора. Бетл га је чекао. Украдена писма се појављују у Кејдовој соби. Бетл схвата да лопови желе да дешифрују писмо које указује на место на ком се налази украдени драгуљ јер га је гроф Стилптич преместио са места где га је краљица сакрила. Ово је учињено и откривен је траг: "Ричмонд седам узастопно, осам лево, три десно". Бетл прати траг Ричмонда до цигле у скривеном пролазу што заузврат открива још једну загонетку. Кејд се искрао у Довер да пронађе адресу на папиру који му је дао Борис Анчуков, собар покојног краљевића и открива састанак дружине краља Виктора. Хирам Фиш, заиста Пинкертонов детектив на трагу лопова за његове злочине у Америци, а прави госпоидн Лемоан везан као талац.
У Чимнизу су се сви окупили да чују објашњење загонетке. У библиотеци, Борис проналази госпођицу Брун са пиштољем јер намерава да га убије и узме драгуљ. Они се боре, а пиштољ је опалио у њеној руци и ранио је. Госпођица Брун је убила краљевића Михаила јер ју је препознао као неког другог. Она је била последња краљица Херцословачке за коју се сматрало да је убијена са својим мужем у револуцији, али је побегла. Написала је шифрована писма капетану О’Нилу односно краљу Виктору и потписала их именом Вирџиније Ревел. Кејд уводи правог господина Лемоана у скупину док Хирам Фиш хвата у замку краља Виктора који се представљао као француски детектив, а у Америци као Никола. Ентони Кејд је дао "господину Холмсу" лажни пакет, права сећања Џимију Мекграту да заради својих хиљаду фунти. Кејд и Фиш решавају загонетку и показују на ружу на земљишту где је Кох-и-нор накнадно пронађен. Ентони се представља као нестали краљевић Никола спреман да се удружи са британским синдикатом. Он се нуди као следећи херцословачки краљ. Раније тог дана оженио се Вирџинијом која ће бити његова краљица.

## Ликови
(Други идентитети које преузимају ликови у току романа дати су у средњим заградама)
Станари "Чимниза" и гости на пријаму:
- Клемент Едвард Алистер Брент, 9. маркиз од Катерхема, лорд Катерхам
- Лејди Ајлин "Бебица" Брент, најстарија ћерка лорда Катерхема
- Вирџинија Ревел, сестра од тетке Џорџа Ломакса, ћерка вршњака, друштвене лепотице и младе удовице Тимотија Ревела, бившег британског изасланика у Херцословачкој. Има 27 година.
- Хирам П. Фиш, сакупљач првих издања позван на пријем од стране лорда Катерхама [амерички агент на трагу краља Виктора]
- Херман Ајзакштајн, финансијер британског нафтног синдиката
- Батлер Тредвел
- Госпођица Женевјев Брун, француска гувернанта две млађе сестре леди Ајлин Дулси и Дејзи [бивша херцословачка краљица Варага]

Пријатељи из Јужне Африке:
- Ентони Кејд, пустолов школован у Британији, није имао среће када је роман почео. Има 32 године, и 14 година није био у Енглеској.
- Џејмс Мекграт, Канађанин који је увек тражио злато, затражио је да достави пошиљку у Лондон

Британски званичници:
- Племенити Џорџ Ломакс, из министарства спољних послова
- Бил Еверсли, ради за Џорџа Ломакса и један је од позваних на пријем

Херцословаци:
- Краљевић Михаил Оболович од Херцословачке [Господин Холмс из Издавачке куће "Балдерсон и Хоџкинса"] [Гроф Станислав], друга жртва убиства
- Капетан Андраши, његов коњаник
- Борис Анчуков, његов собар
- Барон Лолопретзил, лондонски представник Лојалистичке странке Херцословачке
- Херцословачки краљевић Никола Оболович [Ентони Кејд, пустолов], одрастао и школован у Енглеској
- Холанђанин Педро, агент „Другова Црвене руке“

Полиција и истражитељи:
- Инспектор Беџгворти, месна полиција.
- Др Картврајт, патолог
- Позорник Џонсон, најновији додатак у месној полицији, повезан са шефом станице у возу тако да је свестан свих долазака и одлазака возом.
- Надзорник Бетл из Скотланд Јарда, увек на лицу места.
- Господин Лемоан из Суретеа, француски детектив такође у потрази за краљем Виктором.
- Професор Винвуд, декодер.

Остали:
- Ђузепе Мануели, италијански конобар у хотелу "Блиц", лопов и уцењивач, прва жртва убиства
- Краљ Виктор, међународни крадљивац драгуља недавно пуштен из затвора у Француској [господин Шеле, гост у месној гостионици "Крикеташи"] [Господин Лемоан из Суретеа] [Капетан О’Нил] [Краљевић Никола Оболович од Херцословачке у Америци], прилично поносан човек на своје вештине у крађи и прерушавању, израженом у улози господина Лемоана. Траже га три народа
- Анжел Мори, бивша плесачица у "Фоли Бержеру", крадљивица драгуља у багри краља Виктора, а касније краљица Варага од Херцословачке [госпођица Брун, француска гувернанта Катерхамових ћерки]. Убила је краљвића Михаила, а у борби са Борисом убијена је из свог пиштоља.

## Књижевни значај и пријем
ЧАсопис Књижевни додатак је рецензирао роман у свом издању од 9. јула 1925. и након постављања приче благонаклоно је изјавио да „постоји... густа магла загонетке, унакрсних циљева и романтике која води до најнеочекиванијег и веома задовољавајућег завршетка“.
Рецензент за часопис Посматрач је 28. јуна 1925. написао: „Госпођа Кристи бездушно урања у прави вртлог убистава, невино умешаних посматрача, балканске политике (лакше руританске врсте), имитатора, тајних друштава, шифри, стручњака, тајних скровишта, детектива (правих и лажних) и победоносно излази на крају пре него што су њени читаоци били сувише безнадежно збуњени. Не убија се нико ко је битан. Прави људи се венчавају, ипак, прво су нам се свидели због свог необичног односа према необично анимираним радњама око себе." Рецензент је закључио да су Кристина „генијалност и бистра глава заиста изванредни“.
Рецензија у часопису Шкот 16. јула 1925. почела је овако: „Упркос херцословачкој политици и позадини нафте и финансија, овај нови роман Агате Кристи заокупља читаоца када се своди на посао уклањања леша који је невино наишао, али не би био одбијен без опасности од тешке бруке“ и наставио да каже: „То је узбудљива прича са збуњујућим низом могућих убица и радозналом збирком детектива, почетника и професионалаца, а и са преварантом од међународног значаја и (наводним) врхунским способностима." Рецензија је закључила: „У овој причи има више од убиства. У њој је потрага за благом, не за златом већ за драгуљем, а прича је прикладно постављена за главни део у Чимнизу, тој повесној вили чија ће тајна бити откривена у поглављу 29, мада је ово могло паметно да с открије и мало раније.
Роберт Барнард је рекао да је важно запамтити када је овај роман написан: „Ако можете да узмете све родистичке примедбе којих је било много у њихово време, а ово је првокласна зезанција тим боље што није део „заплета“ да се преузме светска разноликост. Тиче се престола и крунских драгуља Херцословачке и комбинује такве елементе наде са сјајним младим стварима и неким ефектним карикатурама." Његова коначна одлука о роману у целини била је да је то био „убедљиво најмање ужасан од раних трилера“.
Чарлс Озборн: „Тајна замка Чимниз је један од најбољих раних трилера Агате Кристи (...). Њен став према демократији је толико несимпатичан, барем како га изражава лик коме госпођа Кристи очигледно одобрава, да открива неочекивано ауторитарни аспект ауторове природе“.
У својим анализама Кристине бележнице објављеним 2010. и 2012. године, Кристин стручњак и архивиста Џон Каран написао је да је „потребно велико удаљење неверице ако се неки аспекти завере прихвате”. Каран је роман сматрао „пријатним, али бесмисленим немиром... препуном нерешених крајева, невероватним побудама и неубедљивим ликовима“ и сматрао је Кристине романе Човек у смеђем оделу и Загонетка Седам бројчаника „ако не веродостојнијим, барем далеко мање невероватно“ од Чимниза.

## Помињања и алудирања

### Помињање стварних места
Хотел "Блиц" је делимично помињање лондонског хотела "Риц" иако се место "Блица" поклапа са местом хотела "Савој" где је Цезар Риц био управник, а који је близу насипа. Кристијева је користила исто место (и исто име за њу) у кратким причама Вештина слепог човека и Човек који је био Број 16 из 1924. године које су касније биле део збирке Ортаци у злочину из 1929. године .

### Помињање у другим делима
Измишљена земља Херцословачка поново се појављује у краткој причи Стимфалидске птице која је први пут објављена у априлском издању часописа "Странд" 1940. године, а касније се појавила у збирци прича Херкулови задаци из 1947. године. Такође се укратко помиње и у роману 1, 2, ципела се распала из 1940. године.
Кристијева је касније користила вилу „Чимниз“ заједно са ликовима Била Еверслија, Бебице, Џорџа Ломакса, Тредвела и лорда Катерхама из ове књиге у роману Загонетка Седам бројчаника из 1929.

### Помињање правих догађаја
Роман је написан 1925. године. Ликови у причи односе се на догађаје који су се десили око 7 година раније, односно на крају Великог рата када су разбијено Аустроугарско и Османско царство. Рат се никада директно није помињао. Уместо тога, у 19. поглављу надзорник Бетл каже: „Пре нешто више од седам година дешавало се много тога што су они називали реконструкцијом, посебно на Блиском истоку. У исто време, многе краљевске личности су биле у Енглеској, међу којима и херцословачка краљица и гроф Стилптич. Све балканске државе занимали су разговори. У то време је дијамант Кох-и-нора нестао у заплету. Касније, у неодређеној години, Херцословаци су устали против краља и његове обичне жене. Отприлике у то време, госпођа Вирџинија Ревел и њен супруг Тим били су део дипломатске мисије из Велике Британије у Херцословачкој тако да је госпођа Ревел упознала краљевића Михаила. Она је била једина таква особа пријему, али не и једина особа у кући. Непосредно после рата десила се крађа која је расветљена у овом роману.

## Прилагођавања

### Позориште
Роман Тајна замка Чимниз Кристијева је прилагодила у позоришну представу 1931. године, али је њено планирано извођење отказано. Ипак, један примерак је стављен у Британску библиотеку где се налази, а један је дат Кристиној ћерки на чији захтев његово постојање није јавно откривено. Двадесет година касније, још један примерак појавио се у Канади где је добио светску премијеру 16. октобра 2003.

### Телевизија
Роман је екранизован као пеизода серије Марпл са Џулијом Макензи у насловној улози. Екранизација је задржала Чимниз као место радње. Међутим, убацивање госпођице Марпл као главног детектива само је прва од многих промена у причи Екранизација такође садржи делове из кратке приче о госпођици Марпл "Травка смрти".
Глумачку поставу чине Едвард Фокс као Лорд Катерхам, Ентони Хигинс као гроф Лудвиг, Џонас Армстронг као Ентони Кејд, Шарлот Солт као Вирџинија Ревел и Дервла Кирван као Бебица. Дервла Кирван, у својим касним тридесетим, глумила је Бебицу. Чинило се да од њих две, леди Вирџинија има више заједничког са снопом романа. Радио Време приметило је да је ова екранизација била „класична Агата Кристи, иако је само благо повезана са својим оригиналним... Читаоци ће бити потпуно збуњени – а заплет има више рупа него жртва убиства“.
У екранизацији су направљене следеће измене:
- Госпођица Марпл додата је у причу као главна детективка.
- Херман Ајзакштајн, Џејмс Мекграт, капетан Андраши, Борис Анчуков, барон Лолопрејци, гроф Педро, др. Картврајт, позорник Џонсон, надзорник Бетл, господин Лемоан, професор Винвуд, Ђузепе Мануели, краљ Виктор и Анжел Мори су избачени.
- Уместо њих додати су ликови служавке Агнес, Џеферса и леди Медлин Катерхам.
- Госпођица Џеневјев Брун постала је госпођица Бленкинсоп док су Хирам П. Фиш и инспектор Беџворти спојени у лик инспектора Финча.
- Због избацивања лика Ђузепеа Мануелија, прва жртва убиства постала је кућна помоћница Тредвелова (у роману батлер Тредвел). Друга жртва убиства остао је краљевић Михаил Оболович који се представљао као гроф Станислав коме је име промењено у гроф Лудвиг вон Штајнах.
- Леди Вирџинија и Бебица су у екранизацији постале сестре.
- Политичка веза премештена са измишљене Херцословачке на Аустрију постала је лажни траг.
- Такође су промењени идентитет и побуда убице.

### Графички роман
Роман Тајна замка Чимниз је објавила издавачка кућа "HarperCollins" као графички роман 20. августа 2007 који је прилагодио Франсоа Ривије, а илустровао Лоренс Санер ( 0-00-725059-2). Ово је преведено из издања које је први пут објавила у Француској издавачка куће "Емануел Пруста" 2002. године под називом "Тајна Чимниза".